# Aksel Johannesen
Aksel Vilhelmsson Johannesen (Klaksvík, Islas Feroe; 8 de noviembre de 1972) es un político y abogado feroés. Miembro del Partido de la Igualdad (Javnaðarflokkurin), del cual es presidente.
Comenzó su carrera política siendo miembro del Løgting y durante estos años ha llegado a ocupar los cargos de ministro de Sanidad, ministro de Hacienda y vice primer ministro.
Tras ganar las elecciones generales de 2015 fue desde el día 15 de septiembre de ese año hasta el 16 de septiembre de 2019 el 13º primer ministro de las Islas Feroe, en sucesión de Kaj Leo Johannesen.

## Biografía
Nacido en Klaksvík, municipio y ciudad de las Islas Feroe, el día 8 de noviembre de 1972.
Su padre es el político Vilhelm Johannesen, que fue ministro de las islas.
Durante su juventud, jugaba por el club de fútbol KÍ Klaksvík (38 partidos y 3 goles en la liga de Islas Feroe, campeón nacional en 1991, ganador del Copa 1994), del cual al cabo de los años llegó a ser el presidente. 
En el año 2004, obtuvo una Maestría en Derecho por la Universidad de Copenhague y seguidamente se trasladó a la ciudad de Tórshavn, donde estuvo ejerciendo como abogado hasta 2007 que inició su carrera política.
Entró en el mundo de la política, ingresando en el Partido de la Igualdad (Javnaðarflokkurin), con el que se presentó a las lista de las elecciones generales de 2008 de las Islas Feroe y logró un escaño como miembro del Løgting ("Parlamento").
Durante esta legislatura, el 16 de julio de 2009 tras la renuncia del político Hans Pauli Strøm, en su sucesión se convirtió en ministro de Sanidad, hasta que dimitió del cargo y el 21 de febrero de 2011 pasó a ser el ministro de Hacienda.
El día 5 de marzo del mismo año, fue elegido presidente del Partido de la Igualdad y el 6 de abril a su misma vez, dejó su cargo de ministro y fue nombrado vice primer ministro.
En las elecciones generales de 2011, se presentó como principal candidato y finalmente no logró la victoria, quedando como cuarta fuerza política más votada.
Tras las elecciones generales de 2015, se volvió a presentar como principal candidato y está vez si logró la victoria electoral con un total del 25,1 % de los votos obtenidos, consiguiendo que su partido se situé como fuerza más votada.
Tras ganar las elecciones, el día 15 de septiembre de ese mismo año, fue investido como nuevo 13º primer ministro de las Islas Feroe, en sucesión del anterior Kaj Leo Johannesen. En las elecciones de 2019, Johannesen no pudo renovar el gobierno y pasó a liderar la oposición del gobierno de Bárður á Steig Nielsen. Volvió al cargo en diciembre de 2022, gracias a un acuerdo con otros dos partidos con los que sumó mayoría en el Løgting.